# El Riuferrer
El Riuferrer, o Riu Ferrer és un torrent de la Catalunya del Nord, d'orientació oest - est, però lleugerament inclinat cap al sud. És un curs d'aigua de la comarca del Vallespir, de règim torrencial, que neix en els contraforts sud-orientals del Massís del Canigó, en el terme comunal de Cortsaví, travessa tot aquest terme i tot seguit entre en el d'Arles, on s'aboca en el Tec.
Els seus quilòmetres, aproximadament, de recorregut discorren pels dos termes esmentats, als peus del Canigó. El seu curs marca una vall molt clara en el sector occidental dels Aspres i nord-occidental del Vallespir.
Es forma en el vessant oriental del Puig del Roc Negre, just al nord de la Barraca del Faig, per la unió dels còrrecs de la Jaça d'en Marc i de l'Ós, a la zona del Bosc Domanial de l'Alt Vallespir, i davalla cap a llevant, fent moltes giragonses a causa de l'orografia accidentada que travessa, mentre que, alhora, es va decantant molt a poc a poc cap al sud. Tanmateix, a causa dels seus meandres, en alguns trams agafa la direcció nord-est. Passa al nord del poble de Cortsaví, i poc després deixa el terme de Cortsaví i entra en el d'Arles. La zona d'Arles per on passa el Riuferrer és el tros de vall on es troba l'església de Sant Pere de Riuferrer i, tal vegada, la cellera que s'havia format en el seu entorn. Finalment, aflueix en el Tec al costat sud-oest de la vila d'Arles.